# دهستان بوغداکندی
بوغداکندی، دهستانی است از توابع بخش مرکزی شهرستان زنجان در استان زنجان ایران.

## جمعیت
براساس سرشماری سال ۱۳۸۵ جمعیت آن ۸٬۵۸۶ نفر (۲٬۰۳۱ خانوار) بوده‌است.